# Divinazione

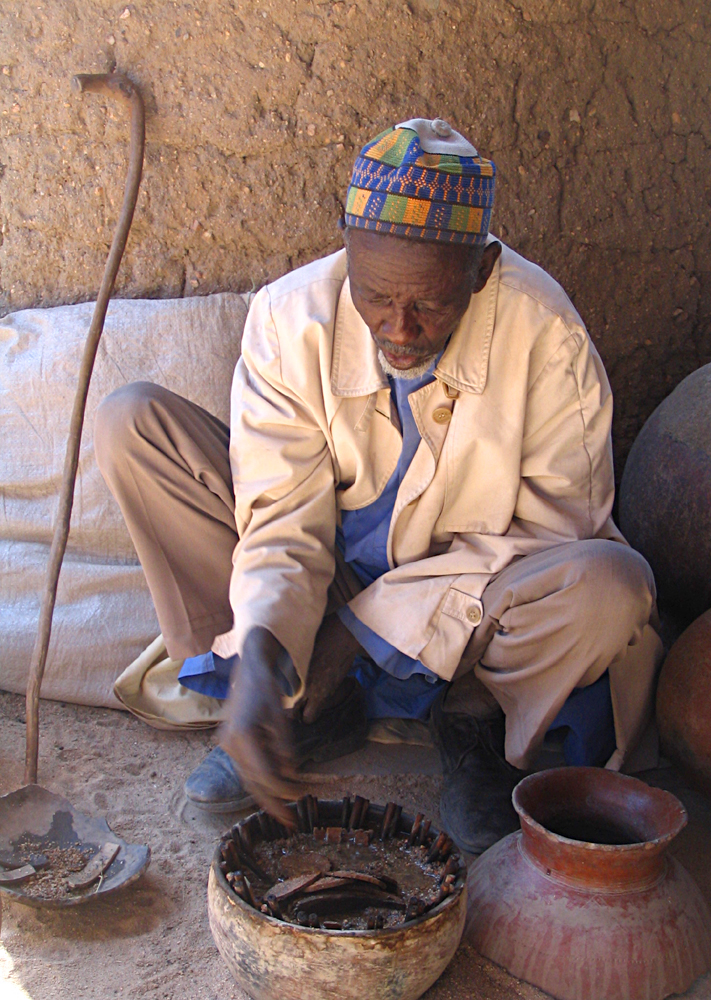
Un indovino Mambila in Camerun interpreta il modo in cui alcuni granchi di acqua dolce hanno modificato la disposizione di alcuni oggetti; in lingua mambila questa arte mantica è chiamata nggàm.

La divinazione è la presunta capacità di ottenere informazioni, ordinariamente ritenute inaccessibili, da fonti soprannaturali; tale pratica si esprime spesso attraverso un rituale, solitamente in un contesto religioso, e può basarsi sull'interpretazione di segni, eventi, simboli o presagi oppure manifestarsi attraverso una rivelazione. Ci sono sia pratiche di predizione del futuro di una persona, più quotidiane e a titolo individuale, sia pratiche con caratteristiche formali e sociali.
Un sinonimo di divinazione è mantica, che però si riferisce perlopiù alle pratiche con le quali si giunge alla divinazione; inoltre nonostante in origine mantica (dal greco antico: μαντεία?, manteía, "oracolo, divinazione") sia collegata alla religione e al soprannaturale, la moderna teoria occultistica delle mantiche non implica necessariamente che siano coinvolte entità divine.
Chi pratica la divinazione è chiamato generalmente indovino o vate, ma va tenuto presente che ogni arte divinatoria ha il suo termine particolare per indicare la persona che interpreta i segni o riceve la rivelazione. Chi si rivolge a un indovino generalmente è chiamato consultante, specialmente quando lo fa a scopo personale. Il nome maschile comprende sempre il nome femminile.
Come fenomeno culturale, la divinazione è stata osservata dagli antropologi in molte religioni e culture, in tutte le epoche fino ai giorni nostri. Ogni cultura e religione ha sviluppato i propri metodi di divinazione. Il Cristianesimo e l'Islam le escludono totalmente. L'Induismo ammette diverse forme di divinazione, che sono codificate nei Vedānta.
Lo scientismo distingue le predizioni divinatorie dalle previsioni scientifiche per via dell'assenza di un legame o una causalità dimostrabile tra il segno interpretato e il risultato previsto. Per questo motivo la divinazione, in varie epoche e culture, è stata talvolta considerata una forma di superstizione e oggi la comunità scientifica la annovera tra le pseudoscienze. Al contrario, i sostenitori delle tradizioni magico-religiose ritengono che il legame tra il segno che preconizza un evento e la manifestazione dell'evento stesso sia di natura mistico (intuitivo-religioso). Su un altro versante, i sostenitori della parapsicologia si affidano all'idea che la divinazione sia resa possibile grazie a particolari capacità del cervello umano; capacità che sono considerate assolutamente slegate dalle facoltà razionali e non necessariamente connesse alla dimensione mistica.

## Dinamiche sociali
La divinazione risponde a una delle esigenze umane più antiche: dissipare l'incertezza del futuro e conoscere l'ignoto;
la funzione sociale della divinazione (che non necessariamente dovrebbe essere religiosa) si basa su due presupposti: il primo: è che si necessita di sensibilità empatica che permette la ricezione dell'informazione. (medium, cartomante, aruspice, indovino, ecc.) cercata sia a disposizione di qualche entità o forza soprannaturale e che questa informazione possa essere trasferita nel mondo naturale.
Un individuo, un gruppo o una comunità si rivolge a un indovino in un momento di crisi allo scopo di ottenere, in modo soprannaturale, delle indicazioni ritenute adatte a superarla. La crisi può essere un evento fortuito (una malattia, un disastro, una guerra...), l'inizio di un'attività (una battuta di caccia, la fondazione di una città...), un periodo considerato sensibile (l'inizio dell'anno, una ricorrenza particolare...) e così via. Talvolta le occasioni di consultazione sono regolate o stabilite da norme religiose; la ritualità di alcune forme di divinazione, presente in molte culture, serve per conoscere i mezzi che garantiscano, secondo le credenze religiose locali, un appoggio soprannaturale nel portare a termine un'impresa.
Presso alcune culture, il responso (talvolta chiamato oracolo, altre volte con termini più precisi) può assumere il valore di norma religiosa, in particolare quelli ottenuti in occasioni istituzionali o quelli relativi a personalità di grande rilevanza come per esempio il monarca. Laddove vi sia una religione di Stato il responso può assumere risvolti importanti anche nella vita sociale.
Quando la consultazione è di carattere individuale, spesso la norma religiosa prevede, oltre alla consegna del responso, anche la prescrizione di un rito che il consultante deve compiere per poter risolvere la crisi; questo rito serve per prendere contatto con Intelligenze Preterumane che, a seconda delle credenze religiose e della cultura sociale esse interagiscono per mezzo del tramite terreno. Questi consentono all'indovino di offrire al consultante i mezzi necessari  per superare il senso di impotenza e di isolamento e quindi reintegrarsi nella comunità.
Nell'approccio alla divinazione non si pone il problema della causalità tra segno e responso; la necessità di avere risposte o di compiere qualche azione è spesso preponderante rispetto alla correttezza della risposta o alla funzionalità dell'atto. Ciò può essere vero sia a livello individuale sotto una spinta emotiva, sia a livello sociale, per esempio sotto la pressione di un superiore o di un gruppo verso una persona insignita di un ruolo.
Nelle culture primitive spesso si richiede che l'indovino sia isolato dal culto e dalla vita comunitaria, questo per garantirne l'autonomia nella produzione del responso. A seconda del ruolo che la divinazione svolge per una particolare cultura, la figura dell'indovino può confondersi con quella del guaritore, dello stregone o dello sciamano,
soprattutto nelle religioni primitive, oppure esserne chiaramente distinta in quelle più avanzate.

## Storia
La divinazione è nata a seguito del pensiero mitico della preistoria. Nei tempi antichi ha rappresentato un'evoluzione di conoscenza in un momento in cui scienza e magia non erano distinguibili; solo in tempi recenti, dopo uno sviluppo di quasi tre millenni, vengono viste come completamente antitetiche. La stessa scienza agli albori o nei primi momenti di indagine non negava l'affinità ad una forma di magia: nel XVI secolo si chiamavano "magia naturale" alcune discipline che poi sarebbero diventate "scientifiche".
Prima dell'avvento del metodo scientifico qualunque tipo di previsione ricadeva nell'ambito della divinazione; con lo sviluppo delle scienze è stato possibile prevedere alcuni eventi in modo più o meno preciso, ad esempio le eclissi, il clima e le eruzioni vulcaniche. Oggi questa non è più considerata divinazione in quanto queste previsioni si basano su osservazioni empiriche e sono spiegate da teorie che fanno riferimento esclusivamente a fenomeni naturali, mentre la divinazione presume l'influenza del destino o di forze soprannaturali. Così, come definizione operativa, la divinazione può comprendere tutti i metodi di pronostico che non si possono dimostrare efficaci usando la ricerca scientifica. Tuttavia anche la divinazione prevede un approccio razionale fondato sull'analisi dei segni o dei presagi.

### Civiltà occidentale

#### Le origini: Mesopotamia ed Egitto
Dai primi momenti della storia delle civiltà mesopotamiche, dalle tavolette di argilla, emergono numerosissimi esempi di uso e pratiche di divinazione, che costituiscono le più vivide rappresentazioni della vita di tutti i giorni in quei tempi antichi. La divinazione scaturiva da una profonda convinzione che le cose del mondo fossero associate e si muovessero contemporaneamente; il detto "così in cielo come in terra" non era una recitazione cadenzata ma la constatazione evidente di una associazione universale:
(tavoletta di una scuola teologica a Babilonia)
Sumeri, Accadi e Babilonesi raccolsero, nell'arco di dieci o forse quindici secoli, decine di migliaia di presagi e li trascrissero accuratamente in manuali dettagliati, ognuno accanto all'evento che lo seguì e che, secondo la loro credenza, ne fu la conseguenza. Questi manuali raccoglievano osservazioni di qualunque tipo: nascite prodigiose o mostruose, comportamenti animali o umani, forme di pietre o di piante, fenomeni atmosferici e meteorologici, posizioni degli astri e dei pianeti, sogni, ecc. La raccolta più completa che sia stata rinvenuta consta di 107 tavolette di argilla con circa 10.000 presagi ed è chiamata summa alu dalle prime due parole della frase (in accadico) "se una città è posta su un'altura" con cui questa raccolta inizia.
L'astrologia e l'astronomia sono nate come una medesima disciplina tra i Babilonesi, in quanto lo studio dei movimenti astrali era considerato sussidiario allo scopo divinatorio. A partire dal regno di Nabonassar (VIII secolo a.C.), i Babilonesi registrarono sistematicamente eventi politici e astronomici in tavolette oggi conservate al British Museum e raccolte sotto i titoli Diari astronomici e Cronache babilonesi. Oggi questo sforzo mirato a verificare la validità o meno dell'astrologia viene considerato dagli storici della scienza il primo caso di progetto di ricerca scientifica.
In Mesopotamia, come anche nell'antico Egitto e in altre culture, gli oracoli sul re assumevano importanza nella vita sociale.
Già nel XIX secolo a.C. in Egitto esisteva l'oracolo di Amon, che avrebbe conservato la sua funzione anche nelle epoche successive.

#### Età classica greca, etrusca e romana
La parola "mantica" deriva dall'aggettivo greco "μαντική (mantikḗ)" che a sua volta deriva dal sostantivo "μάντις (mántis)" ossia indovino; questo va messo in relazione con la radice indoeuropea "ma-" che può significare sia "mente", "pensiero" sia "mania", "follia", "furore"; in quest'ultimo senso, si deve tener presente che gli antichi Greci ritenevano che la saggezza, l'ispirazione e la follia avessero origine dal furore divino.
La parola "divinazione" deriva dal verbo latino "divinare" che a sua volta deriva dall'aggettivo "divinus" che significa "divino", "proprio della divinità".
Entrambi i termini lasciano trasparire la natura religiosa della divinazione per la cultura classica.
Il termine "mantica" fu utilizzato anche da Platone, che considerava la divinazione come una capacità superiore alla stessa ragione. Anche gli Stoici ritenevano possibile divinare il futuro interpretando i segni del presente, in quanto consideravano il mondo retto da una ragione universale (Logos).
Nella Grecia antica la divinazione era regolata dalla religione e si esprimeva nella consultazione degli oracoli;
i responsi dell'oracolo di Delfi erano tenuti in elevata considerazione, al punto da costituire norme religiose; queste norme, raccolte dai sacerdoti di Apollo, sono considerate la base della comune cultura greca e non solo dal punto di vista etico o religioso.
Nella Roma antica era molto popolare recarsi ogni anno al santuario della Fortuna Primigenia per una consultazione.
Di diversa natura erano i Libri sibillini, trascrizione di responsi oracolari che erano consultati da appositi sacerdoti (detti viri sacris faciundis) in occasione di certe decisioni pubbliche di carattere religioso.
Nell'arte divinatoria fondamentali furono gli auspici degli auguri e l'aruspicinia degli aruspici.
Il presagio, evento particolare e straordinario, era detto in latino prodigium oppure: ostentum, portentum, monstrum, miraculum, omen. Nella mentalità dei Latini il prodigio era il segno terrificante della collera degli dei e suscitava nell'uomo un senso di horror.

#### Dal Cristianesimo all'età contemporanea
Con l'avvento del Cristianesimo le pratiche divinatorie pagane e i templi oracolari furono progressivamente abbandonati. I principi e i re cristiani continuarono ad affidarsi ad astrologi di corte, anche a fini politici, poiché l'astrologia era la "Regina delle Scienze", ma la distinzione tra l'astrologia matematica (dalla quale poi derivò l'astronomia) e l'astrologia divinatrice non era ancora rigorosamente definita. Certo è che in epoca medievale gli indovini, al pari degli stregoni, venivano giudicati eretici e scomunicati in quanto si supponeva che le loro fossero arti diaboliche. La repressione sempre più intensa nei confronti della stregoneria, avviata negli ultimi decenni del Quattrocento, portò all'elaborazione di manuali per gli inquisitori contro ogni forma di arte magica nei casi più gravi prevedeva la pena di morte sul rogo.
Secondo Sant'Agostino, i demoni possiedono un potere divinatorio che deriva essenzialmente dalla maggiore acutezza dei sensi del loro corpo aereo e dall'esperienza accumulata durante le loro lunghe vite. Ciò consente loro di interpretare i segni dei tempi presenti nel mondo naturale che gli uomini non sono in grado di cogliere e di predire eventi futuri anche non immediati. Inoltre, possono provocare malattie e visioni fantastiche in persone sia in stato di sonno che di veglia. L'accuratezza delle previsioni si scontra con la loro natura malvagia e ingannevole, e coi superiori piani di Dio che sono soltanto noti e santi angeli e che possono distogliere e prevalere sui segni colti dai demoni nel mondo naturale.

### Civiltà indiana
La cultura indiana aveva già sviluppato autonomamente una propria semplice forma di divinazione, basata soprattutto sull'astrologia, il cui scopo principale era rituale ossia scoprire i giorni ritenuti fausti o infausti per intraprendere determinate attività; quando entrò in contatto con l'ellenismo, influenzata in particolare dagli studi approfonditi della civiltà babilonese, la tradizione astrologica e divinatoria indiana si arricchì e venne codificata nel Jyotish, una delle sei discipline dei Vedāṅga della tradizione Induista.
L'influenza del rito divinatorio per la cultura indiana è ancora attuale; in tempi recenti ha addirittura determinato il giorno dell'indipendenza dell'India: inizialmente era prevista per il 14 agosto 1947, ma essendo considerato giorno infausto l'indipendenza slittò al giorno successivo.

### Civiltà cinese
Le prime documentazioni scritte della cultura cinese si riscontrano sugli ossi oracolari ritrovati ad Anyang, come dire che la storia della divinazione in Cina è antica almeno quanto la scrittura.
In seguito nella cultura cinese la divinazione divenne più rituale, allo scopo di scoprire i giorni fausti o infausti per intraprendere determinate attività.
Nella cultura cinese (come in quella messicana e in quella dell'antica Roma, per citarne altre) si riscontrano le raccolte oracolari, ossia trascrizioni di presagi o interpretazioni a cui non si dà un seguito immediato, ma sono lasciate per un momento successivo.

### Civiltà tibetana
Durante il periodo della teocrazia in Tibet esisteva un oracolo di Stato,, mentre i lama e i ghesce sono tuttora preparati a praticare rituali di divinazione chiamati Mo.

### Civiltà araba e persiana
Durante il Medioevo la civiltà araba ha avuto il merito di continuare la cultura classica conservandone gli scritti; tra questi, ha conservato anche gran parte della memoria delle pratiche divinatorie, arrivando addirittura ad approfondire quelle che avevano un approccio di tipo induttivo e che erano ancora indistinguibili da quelle che oggi chiameremmo scienze come, per esempio, l'astrologia.
Mentre l'espansione araba in Occidente riportava in auge la divinazione in Europa, l'avvento dell'Islam la proibì nel mondo musulmano in quanto, secondo questa religione, la conoscenza dell'ignoto appartiene solo a Dio.

## Critiche
Le critiche alla divinazione sono molto antiche; per esempio Cicerone nel suo De divinatione, un'opera in due libri facente parte dei testi filosofici che completano il De natura deorum (opera maggiore in tre libri), parla della divinazione come un'arte inaffidabile e fallace. Secondo l'oratore latino non sarebbe possibile prevedere il futuro interpretando i segni; tuttavia, in quanto strumento politico, la divinazione rappresenta un utile mezzo per mantenere il controllo dello Stato e l'equilibrio delle istituzioni (De Divinatione, libro II, 148-150).
Nel II secolo d.C., Luciano di Samosata dedicò un arguto saggio alla carriera di un ciarlatano, Alessandro il falso profeta, addestrato da "uno di quelli che pubblicizzano incantesimi, miracoli, amuleti per gli affari di cuore, catastrofi per i vostri nemici, scoperte di tesori sepolti...", anche se molti romani credevano nei sogni e negli incantesimi.
Oggi i sostenitori della divinazione dicono che esistono abbondanti prove aneddotiche dell'efficacia della divinazione, ma finora non è stata trovata alcuna prova sperimentale in condizioni di controllo scientifico e lo scetticismo scientifico la scarta da sempre come una mera superstizione.
Oltre alle semplici spiegazioni di prove aneddotiche, ci sono alcune teorie pseudoscientifiche su come la divinazione possa funzionare. Una di tali teorie si basa sulla natura della mente inconscia, e sostiene di avere alcune basi scientifiche empiriche. Basandosi su questa teoria, la divinazione sarebbe il processo con cui vengono decodificati i messaggi della mente inconscia. Il credo in agenti soprannaturali o in forze occulte come fonte di questi messaggi è ciò che distingue tali teorie da una spiegazione scientifica, insieme all'assenza di prove sperimentali a sostegno.
Nella Bibbia la maggior parte delle forme di divinazione sono state rigorosamente vietate da Dio; tuttavia i sacerdoti ebraici usavano strumenti particolari come i teraphim, e inoltre è famoso l'episodio di Saul che si reca a consultare una necromante: la strega di Endor (1Samuele 28,3-25).
Secondo il Cristianesimo, la rivelazione è compiuta nella Bibbia e dunque la divinazione (il cui scopo è quello di rivelare le cose nascoste) perde di significato. Alcune forme di divinazione come la bibliomanzia (divinazione attraverso la lettura di un versetto estratto a sorte dalla Bibbia, arte mantica mutuata dall'Ebraismo) si riscontrano nel Protestantesimo.
Nel Cattolicesimo solamente Dio può conoscere le cose nascoste; la divinazione, attribuendo ad altri questa capacità, è considerata idolatria ispirata dal diavolo.

## Metodi

### Classificazioni
Una prima classificazione delle arti mantiche, di origine classica, raggruppa le pratiche in due gruppi:
- divinazione induttiva: si basa sull'interpretazione di segni o eventi oggettivi e presuppone la conoscenza di un'arte (che anticamente era considerata e chiamata scienza) da parte dell'indovino;
- divinazione intuitiva: si basa sulla rivelazione da parte di un'entità soprannaturale e presuppone una particolare predisposizione da parte dell'indovino.[19]

Nella divinazione induttiva gli strumenti possono essere svariati:
- per mezzo di procedimenti più o meno complessi si producono i segni da interpretare su determinati oggetti, dedicati allo scopo o di uso comune; in questo caso, l'arte dell'indovino non consiste solo nell'interpretazione del segno ma anche nella produzione del segno stesso;
- può trattarsi di una collezione di simboli oppure di oggetti simbolici o diversamente marcati dalla quale sono estratti o disposti a sorte gli elementi da interpretare;
- possono essere ricercati nell'ambiente circostante, anche sul corpo del consultante, e può trattarsi di oggetti o, più spesso, di eventi, presagi o anche sogni.

Nella divinazione intuitiva lo strumento è l'indovino stesso; si tratta generalmente di una persona in grado di indursi in stato di trance, spontaneamente o mediante danze estatiche o attraverso l'uso di psichedelici, talvolta è uno sciamano.
Non tutte le diverse forme di divinazione possono essere riscontrate all'interno della stessa cultura. Piuttosto, è stata notata in generale la predilezione di ciascuna cultura verso una sola di queste tipologie:
- cleromanzia o divinazione per sorteggio, prediletta dalle religioni africane e riscontrabile come forma popolare nella religione dell'antica Roma, ma formalmente vietata ai personaggi pubblici;
- divinazione ispirata, dove l'arte dell'indovino si esprime nella ricerca del segno o nel ricevere la rivelazione, prediletta dalle religioni americane e unica forma di divinazione accettata ufficialmente nell'antica Roma.[5]

Julian Jaynes categorizzò la divinazione secondo le seguenti tipologie:
- Presagi e loro scrittura. "Il metodo più goffo e primitivo, ma duraturo... è la semplice registrazione di sequenze di eventi insoliti o importanti." (1976:236) La storia cinese offre occorrenze scrupolosamente documentate di nascite strane, di fenomeni naturali e di altri dati. La pianificazione governativa cinese si affidava a questi metodi di previsione per le strategie a lungo termine. Non è irragionevole assumere che le moderne indagini scientifiche inizino da questo tipo di divinazione; il lavoro di Joseph Needham prese in considerazione proprio questa idea.
- Sortilegio. Questo consiste nell'estrarre a sorte con rametti, pietre, ossa, fagioli, o altri oggetti. I moderni giochi di carte e da tavolo si sono sviluppati da questo tipo di divinazione.
- Auguri. Divinazione che valuta una serie di possibilità date. Può essere qualitativa (valuta forme, prossimità, ecc.). La radioestesia (una forma di rabdomanzia) si sviluppò da questo tipo di divinazione. I romani dell'epoca classica usarono i metodi etruschi di augurio, come l'epatoscopia. Gli aruspici esaminavano i fegati degli animali sacrificati.
- Spontanea. Una forma non vincolata di divinazione, libera da un particolare mezzo, è in realtà una generalizzazione di tutti i tipi di divinazione. La risposta arriva da qualsiasi cosa il divinatore veda o ascolti. Alcuni cristiani e membri di altre religioni usano una forma di bibliomanzia: essi pongono una domanda, scorrono le pagine dei loro testi sacri e prendono come risposta il primo passaggio che cade sotto i loro occhi. Altre forme di divinazione spontanea comprendono la lettura dell'aura e i metodi New Age del Feng shui.

Un'altra possibile classificazione è la seguente:
- divinazione artificiale, basata sull'analisi di simboli costruiti dall'indovino;
- divinazione naturale, basata sull'osservazione di segni naturali ricercati dall'indovino;
- divinazione occasionale, consistente nell'interpretazione di fatti accidentali.

### Lista di arti mantiche
- Aeromanzia o Aerimanzia (divinazione delle condizioni atmosferiche)
- Ailuromanzia (divinazione del comportamento dei gatti)
- Alettriomanzia (divinazione dei galli)
- Aleuromanzia (divinazione della farina, comprende i biscotti della fortuna): (Nota: La divinazione dei biscotti della fortuna è anche una forma di sticomanzia)
- Alfitomanzia (divinazione dell'orzo)
- Alomanzia (divinazione del sale)
- Anemoscopia (divinazione del vento)
- Antropomanzia (divinazione dei sacrifici umani)
- Apantomanzia (divinazione dell'avvistamento di animali)
- Aritmomanzia o Aritmanzia (divinazione attraverso numeri e lettere)
- Aruspicina (divinazione complessa basata su diverse analisi delle vittime dei sacrifici)
- Assinomanzia (divinazione delle asce)
- Astragalomanzia (divinazione dei dadi)
- Astrologia (divinazione dei corpi celesti)
- Austromanzia (divinazione di vento e nubi)
- Belomanzia (divinazione delle frecce)
- Bibliomanzia o Sticomanzia (divinazione dei libri, in particolare la Bibbia)
- Bioritmi (divinazione dei bioritmi)
- Botanomanzia (divinazione delle piante bruciate)
- Brontoscopia (divinazione dei tuoni)
- Caffeomanzia (divinazione dei fondi di caffè; si veda anche Tasseomanzia: Divinazione delle foglie del tè)
- Caomanzia (divinazione delle visioni aeree)
- Capnomanzia (divinazione del fumo)
- Cartomanzia (divinazione delle carte)
- Catottromanzia o Catoptromanzia (divinazione degli specchi o di altri oggetti riflettenti)
- Causimomanzia (divinazione delle bruciature)
- Cefalomanzia (divinazione delle teste)
- Ceraunoscopia o Ceraunomanzia (divinazione dei fulmini)
- Ceromanzia (Ceroscopia; divinazione della cera fusa versata in acqua fredda)
- Chiromanzia, Chirognomia, Chirologia o Chiroscopia (divinazione dei palmi delle mani)
- Ciclomanzia (divinazione delle ruote)
- Cledonomanzia o Cledonismanzia (divinazione delle parole ascoltate)
- Cleidomanzia (divinazione delle chiavi)
- Cleromanzia (divinazione delle estrazioni a sorte)
- Cometomanzia (divinazione delle code delle comete)
- Coscinomanzia (divinazione dei setacci pendenti)
- Cristallomanzia (divinazione dei cristalli)
- Crommiomanzia (divinazione dei germogli di cipolla)
- Cybermanzia (divinazione con oracoli elettronici)
- Dafnomanzia (divinazione di corone di alloro bruciate)
- Demonomanzia (divinazione dei demoni)
- Domino (divinazione con le tessere del domino)
- Empiromanzia (divinazione della fiamma sacrificale)
- Enomanzia (divinazione del vino)
- Epatoscopia o Epatomanzia (divinazione del fegato di animali)
- Eromanzia (divinazione con i movimenti dell'aria)
- Estispicina, Extispicina, Ieromanzia, Ieroscopia, Geromanzia o Geroscopia (divinazione delle interiora di animali sacrificati)
- Fisiomanzia o Fisionomanzia (divinazione della fisionomia di una persona)
- Gastromanzia, o engastrimanzia (interpretazione dei suoni provenienti dal ventre dell'indovino o di una persona ispirata)
- Geloscopia (divinazione delle risa)
- Geomanzia (divinazione della Terra), comprende il Feng shui
- Geranomanzia (divinazione del volo delle gru)
- Giromanzia (divinazione delle vertigini)
- Grafomanzia o Chirogrammatomanzia (divinazione della calligrafia)
- Iatromanzia (guarigione attraverso il sogno)
- I Ching (divinazione per mezzo dell'omonimo libro sacro taoista)
- Idromanzia (divinazione dell'acqua)
- Ippomanzia (divinazione dei cavalli)
- Ittiomanzia (divinazione dei pesci)
- Lampadomanzia (divinazione della luce)
- Libanomanzia o Lebanomanzia (divinazione dell'incenso)
- Lecanomanzia (divinazione dei bacini d'acqua)
- Litomanzia (divinazione delle pietre preziose)
- Mah Jongg (divinazione con le tessere del Mah Jongg)
- Margaritomanzia (divinazione dei rimbalzi delle perle)
- Meteoromanzia (divinazione dei fenomeni meteorologici)
- Metoposcopia (divinazione della fronte)
- Miomanzia (divinazione dei topi)
- Mirmomanzia (divinazione delle formiche)
- Moleosofia (divinazione delle imperfezioni)
- Myomanzia (divinazione dei roditori)
- Negromanzia, Necromanzia, Nigromanzia, Psicomanzia o Sciamanzia (divinazione attraverso l'invocazione dei morti)
- Nefomanzia o nefelomanzia (divinazione delle nuvole)
- Numerologia (divinazione dei numeri)
- Oculomanzia (divinazione degli occhi)
- Odontomanzia (divinazione dei denti)
- Ofiomanzia (divinazione dei serpenti)
- Oinomanzia (divinazione del vino)
- Onfalomanzia, Omfalomanzia (divinazione del cordone ombelicale)
- Onomanzia o Onomatomanzia (divinazione dei nomi)
- Onicomanzia (divinazione delle unghie)
- Oniromanzia, Oneiromanzia (divinazione dei sogni)
- Ornitoscopia o Ornitomanzia (divinazione del volo degli uccelli)
- Ouija (divinazione usando le tavole Ouija)
- Ovomanzia (o Ovoscopia, divinazione delle uova)
- Pegomanzia (divinazione delle acque di sorgente)
- Piromanzia o Piroscopia (divinazione del fuoco)
- Plastromanzia (divinazione delle crepe provocate dal calore sul guscio delle tartarughe)
- Podomanzia (divinazione dei piedi)
- Rabdomanzia (divinazione dei bastoni)
- Radioestesia o Radiomanzia (divinazione col pendolino o altri strumenti)
- Resmanzia (divinazione con oggetti appartenuti ad una persona)
- Scapulomanzia (divinazione delle scapole di bovini e caprini)
- Scaramanzia (divinazione degli oggetti scaramantici)
- Scatomanzia  (divinazione delle feci, solitamente animali)
- Sciomanzia (divinazione degli spiriti)
- Sideromanzia (divinazione della paglia bruciata)
- Spodomanzia o Tefromanzia (divinazione delle ceneri)
- Sticomanzia (divinazione della poesia)
- Stolisomanzia (divinazione dei vestiti)
- Taromanzia (divinazione di carte speciali, i Tarocchi; si veda anche Cartomanzia)
- Tasseomanzia o Tasseografia (divinazione delle foglie del tè)
- Tiromanzia (divinazione del formaggio)
- Uroscopia (divinazione dell'urina a scopo diagnostico)
- Xilomanzia (divinazione del legno bruciato)